# 楢崎豊景
楢崎 豊景（ならさき とよかげ）は、戦国時代から安土桃山時代にかけての武将。備後国芦田郡久佐の朝山二子城（楢崎城）を本拠とした国人・楢崎氏の当主。後に毛利氏の家臣となる。

## 生涯

### 元就期
備後国芦田郡久佐の朝山二子城（楢崎城）を本拠とした国人である楢崎通景の子として生まれる。毛利氏に帰属した後は毛利元就、隆元、輝元の三代に仕えて各地を転戦し、生涯で17通の感状を与えられたという。
永禄元年（1558年）5月、小笠原長雄の拠る石見国邑智郡河本の温湯城攻めにおいて、豊景は嫡子・信景と共に小早川隆景の軍に属し、尼子晴久の援軍を防いだ。
永禄5年（1562年）7月から始まる出雲攻めに信景と共に従軍。永禄6年（1563年）8月の出雲国意宇郡馬潟原における馬潟原の戦いでは、尼子軍の川副久盛と馬田木工允が数百騎を率いて小早川隆景の旗本へ打ちかかったところを、長元信と共に300余騎を率いて横撃し、馬田木工允を組討で討ち取った。この功により元就から感状を与えられた。

### 藤井皓玄の乱
永禄12年（1569年）の北九州攻めでは信景を従軍させ、豊景は備後国に残った。同年8月3日夜、かつての神辺城主・山名理興の家老であった藤井皓玄が、織田信長の支援により尼子勝久の挙兵に応じて故旧約500人を糾合し神辺城を攻撃した。当時、神辺城主の杉原盛重は北九州に出陣して不在であり、留守居として庄原肥後守が神辺城を僅かな兵で守っていたが、衆寡敵せず城を逃れた。
藤井皓玄が神辺城を奪ったとの報せを受けた元就は、安芸国高田郡長田で尼子義久兄弟を監視していた内藤元泰に藤井皓玄の反乱を伝え、監視をさらに厳重なものとさせた。そして同年10月、豊景、村上亮康、庄原肥後守らが藤井皓玄を備中国浅口郡西大島で討ち取り、神辺城を奪還。神辺城へは杉原元盛・景盛兄弟を入城させ、さらに藤井皓玄の一族が籠城した備中高屋城を攻め落とした。豊景が藤井皓玄の首を元就の陣へ送ったところ、元就は「豊景は老身にして軍功比類無し」と称賛し、庄原元親と渡辺就国を豊景らのもとへ派遣。備後国中の一揆再発に備えて木梨城と有地城に豊景の兄弟を置き、人質を取るよう豊景に伝えた。

### 輝元期
元亀2年（1571年）6月14日に元就が死去。翌6月15日に輝元は豊景・信景父子に書状を出し、「元就の死去は是非に及ばぬことであるが、老齢であったため覚悟していた。今後も変わらず相談するつもりであるので、言うまでも無いことであるが御昵懇に預かれれば本望である」と述べている。
天正2年（1574年）に毛利氏は宇喜多直家と結んだが、三村元親にとって宇喜多直家は父・三村家親の仇であり不倶戴天の敵であった。そのため元親は宇喜多直家を討たんと織田信長と結び毛利氏から離反した（備中兵乱）。信景の嫡男・元兼は三村元親の妹婿であったため、輝元は元兼が元親の離反に応じないよう、元兼の居城である美作国月田城に木原左馬允を入れて元兼を監視させた。また、閏11月14日に輝元は豊景と信景に書状を送り、まずは三村氏の猿掛城攻略のため、閏11月20日に猿掛城西方2里にあたる備中国小田郡小田に着陣するので、御辛労ながら閏11月18日に小田へ参陣するよう依頼している。ただし輝元はこの後で予定を変更し、先に小田の北方4里にある備中国吉城攻撃を行い、天正3年（1575年）1月1日に陥落させた。また三村元範の守る楪城攻略でも豊景は武功を立て、同年11月6日に輝元から太刀一腰と馬一匹を与えられた。
天正6年（1578年）7月5日、上月城の戦いで尼子勝久ら尼子再興軍が毛利氏に降伏。尼子勝久は自害し、山中幸盛と立原久綱は備中松山城に在陣する毛利輝元の元へ連行されることとなる。これに対し豊景は、小早川隆景に祝儀として太刀一腰と青銅百疋を送った。隆景は7月10日に豊景に感謝の意を表すと共に、体調を崩していた豊景を気遣って養生が肝要であるとの書状を送っている。
天正8年（1580年）3月14日、元就以来の数々の武功に対する度々の愁訴を受けて、豊景には美作国真島郡垂水500貫の内の300貫の地を与えられた。
天正10年（1582年）、元就の娘婿である上原元将が羽柴秀吉の調略を受けて毛利氏を離反した際、小早川隆景は豊景に「一門である上原元将でさえ敵となって毛利氏に味方する国々も心もとない」と相談した。豊景は人質として孫五郎・右衛門兄弟と中務少輔を人質として隆景の陣所に送り、木梨隆言、有地隆盛、古志重信、久代修理亮の人質は豊景の陣所に置かれることとなった。
没年は不明。